# Mitochondrialny DNA

Genom mitochondrialny człowieka

DNA mitochondrialny (mtDNA, mDNA) – materiał genetyczny w postaci kolistego DNA znajdujący się w macierzy mitochondrium (łac. matrix). Obecność DNA tłumaczona jest teorią endosymbiotycznego pochodzenia tych organelli.
Pojedyncze ludzkie mitochondrium zawiera 4–10 kolistych cząsteczek DNA o długości 16569 par zasad, z których każda koduje 37 genów. 13 z nich to geny kodujące białka, 22 kodują tRNA, a dwa ostatnie – rRNA. Białka kodowane przez mtDNA to część mitochondrialnych białek łańcucha oddechowego, jednak większość białek wchodzących w jego skład jest kodowana przez genom jądrowy. Kod genetyczny mitochondriów różni się od kodu genetycznego w genomie jądrowym. UGA (jądrowy kodon STOP) w mitochondriach oznacza tryptofan, AUA (izoleucyna) – metioninę, a AGA i AGG (arginina) są mitochondrialnymi kodonami STOP. Geny mitochondrialne ludzi nie zawierają intronów. Nici pojedynczej cząsteczki mtDNA są oznaczane jako H (ang. heavy – ciężka) i L (ang. light – lekka). Geny leżą na obydwu niciach. Na nici lekkiej transkrypcja rozpoczyna się z jednego promotora, a na nici ciężkiej z dwóch.

## Dziedziczenie genomu mitochondrialnego
Różne mitochondria w tej samej komórce mogą zawierać różniące się od siebie cząsteczki mtDNA, nawet w pojedynczym mitochondrium nie wszystkie cząsteczki muszą być jednakowe. To rzadkie zjawisko nazywa się heteroplazmią. U ssaków mitochondria wraz ze znajdującym się w nich mtDNA są przekazywane następnym pokoleniom niemal wyłącznie w linii żeńskiej. U myszy zaobserwowano, że pochodzące od ojca mitochondria (wraz z zawartym w nich DNA) są niszczone we wczesnych fazach rozwoju zygoty. U innych organizmów wygląda to inaczej, np. u ogórka mitochondria dziedziczą się w linii męskiej. Podczas podziału komórki mitochondria rozdzielane są losowo do potomnych komórek.

## Choroby mitochondrialne
Mutacje w genach mitochondrialnych powodują choroby genetyczne, których objawy dotyczą głównie tkanek o największym zapotrzebowaniu energetycznym – mięśniowej i nerwowej. Choroby te mają charakterystyczny, matczyny wzór dziedziczenia. Ponadto zróżnicowanie mtDNA w poszczególnych mitochondriach i komórkach wpływa na nasilenie objawów choroby. Przykładami chorób związanych z mutacjami w genomie mitochondrialnym są: LHON – dziedziczna neuropatia wzrokowa Lebera, NARP – neuropatia obwodowa z ataksją i barwnikowym zwyrodnieniem siatkówki, MERF – padaczka miokloniczna z nieprawidłowymi czerwonymi włóknami mięśniowymi, zespół MELAS – encefalopatia mitochondrialna z kwasicą mleczanową i epizodami podobnymi do udaru mózgu, zespół Leigha. Szacuje się, że na choroby mitochondrialne zapada 1 na 15 000 osób. Leczenie chorób mitochondrialnych jest objawowe.

## Zastosowania genomu mitochondrialnego w nauce
DNA mitochondrialny jest wykorzystywany w genetyce populacyjnej, medycynie sądowej i genealogii genetycznej. Służą do tego m.in. obszary hiperzmienne mitochondrialnego DNA – niekodujące fragmenty genomu mitochondrialnego o wysokim zróżnicowaniu u poszczególnych ludzi. Hiperzmienny region 1 (HVR1) obejmuje sekwencję 16024-16365, a hiperzmienny region 2 – sekwencję 73-340. Porównanie DNA mitochondriów pochodzących od ludzi wywodzących się z różnych grup etnicznych pozwoliło na obliczenie, kiedy żyła mitochondrialna Ewa – kobieta, od której wywodzą się wszyscy współcześni ludzie (a właściwie ich genom mitochondrialny). Ze względu na wielką liczbę kopii mitochondrialnego aDNA w komórkach częściej udaje się uzyskać go z materiałów kopalnych, niż DNA jądrowe. Dzięki temu poznano genom mitochondrialny neandertalczyka wcześniej, niż zaczęto sekwencjonować jego genom jądrowy. W genomie mitochondrialnym neandertalczyka nie znaleziono sekwencji hiperprzemiennych występujących współcześnie.